# Prix Élie Cartan
Der Prix Élie Cartan ist ein Mathematikpreis der Académie des sciences. Er wird alle drei Jahre an einen französischen oder ausländischen Mathematiker verliehen, der nicht älter als 45 Jahre ist und dessen wissenschaftliche Arbeit sich durch Einführung neuartiger Ideen oder die Lösung eines schwierigen Problems auszeichnet. Der Preis, der nach dem französischen Mathematiker Élie Cartan benannt ist, ist mit 3.800 Euro (2012) dotiert.

## Preisträger
- 1981 Dennis Sullivan[1]
- 1984 Michail Leonidowitsch Gromow[1]
- 1987 Johannes Sjöstrand[1]
- 1990 Jean Bourgain[2]
- 1993 Clifford Taubes[3]
- 1996 Don Zagier[4]
- 1999 Laurent Clozel[5]
- 2002 Jean-Benoît Bost[5]
- 2006 Emmanuel Ullmo[5]
- 2009 Raphaël Rouquier[5]
- 2012 Francis Brown[5]
- 2015 Anna Erschler[6]
- 2018 Vincent Pilloni[7]
- 2022 Romain Dujardin[8]